# Copelatus bertrandi
Copelatus bertrandi là một loài bọ cánh cứng trong họ Bọ nước. Loài này được Nilsson, Bilardo & Rocchi miêu tả khoa học năm 1996.